# Chimonobambusa
Chimonobambusa är ett släkte av gräs. Chimonobambusa ingår i familjen gräs.

## Bildgalleri

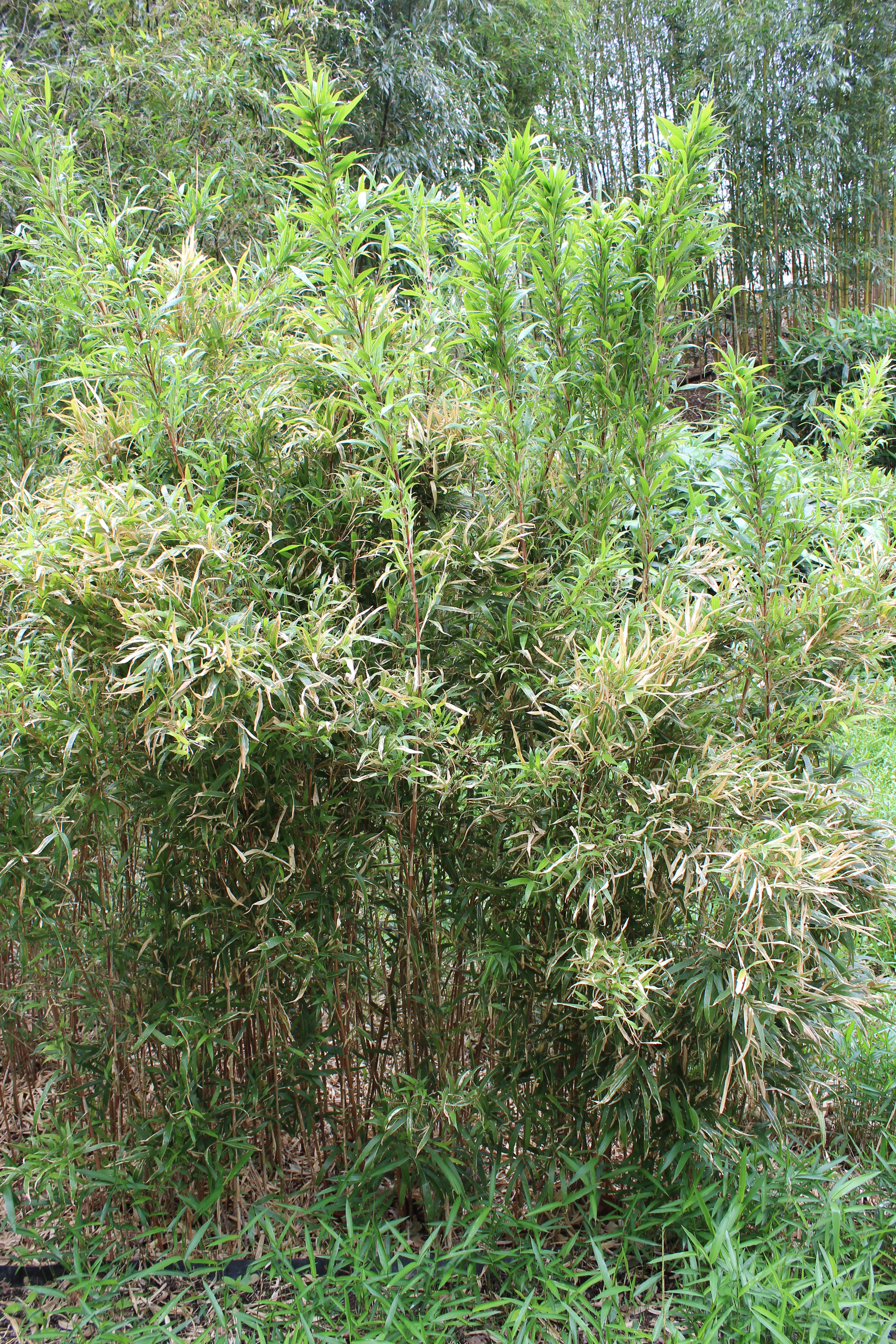
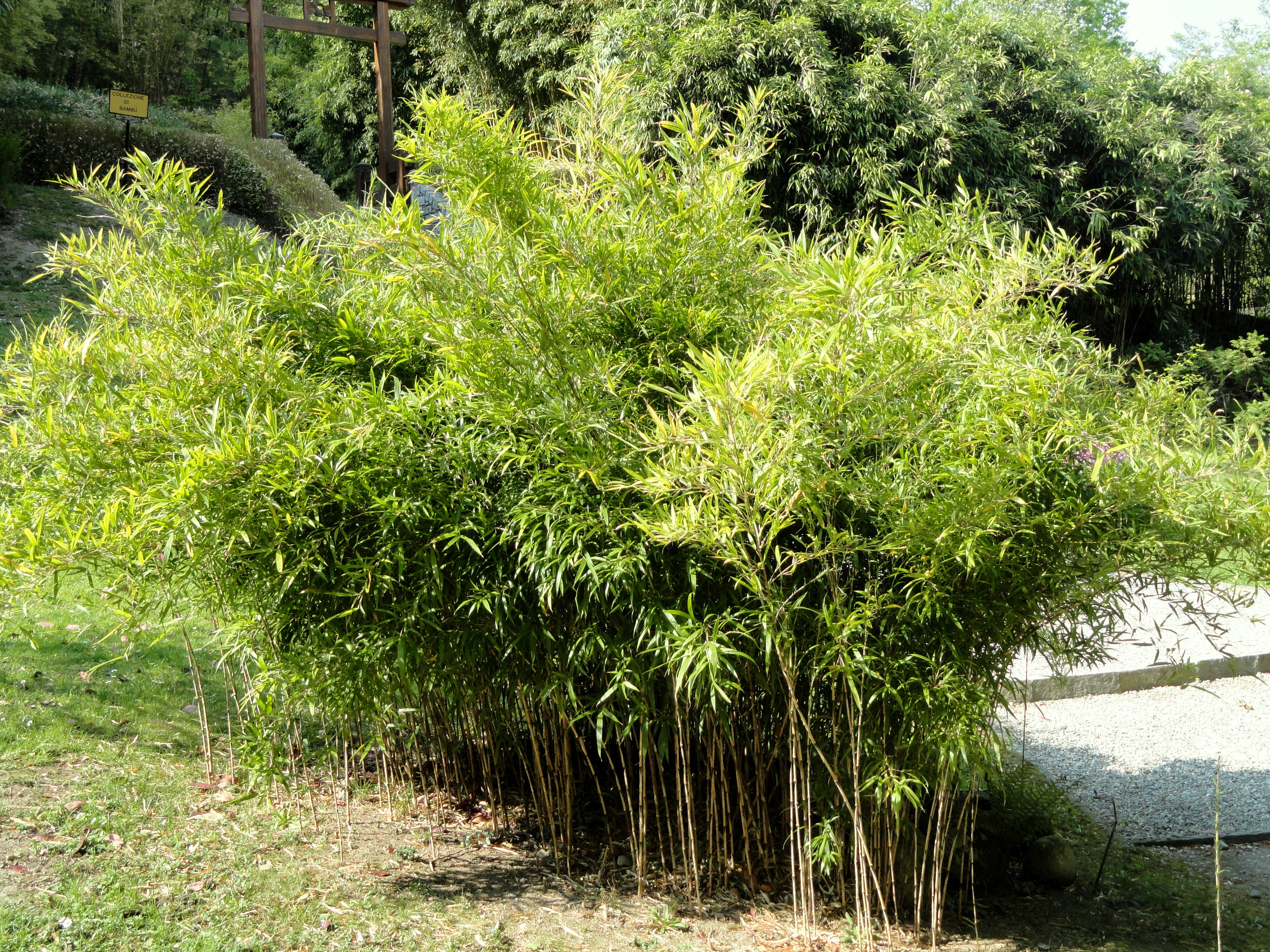
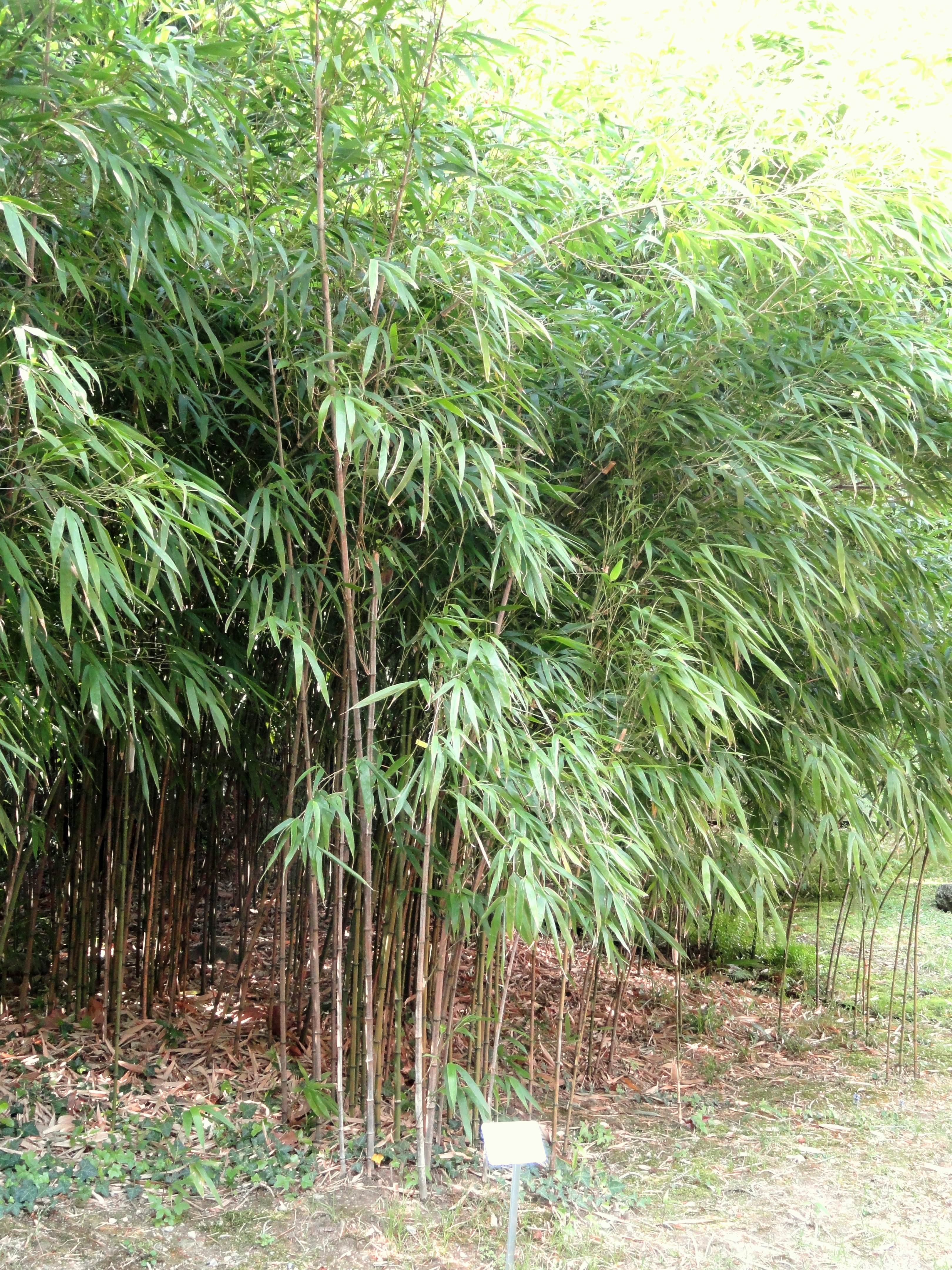
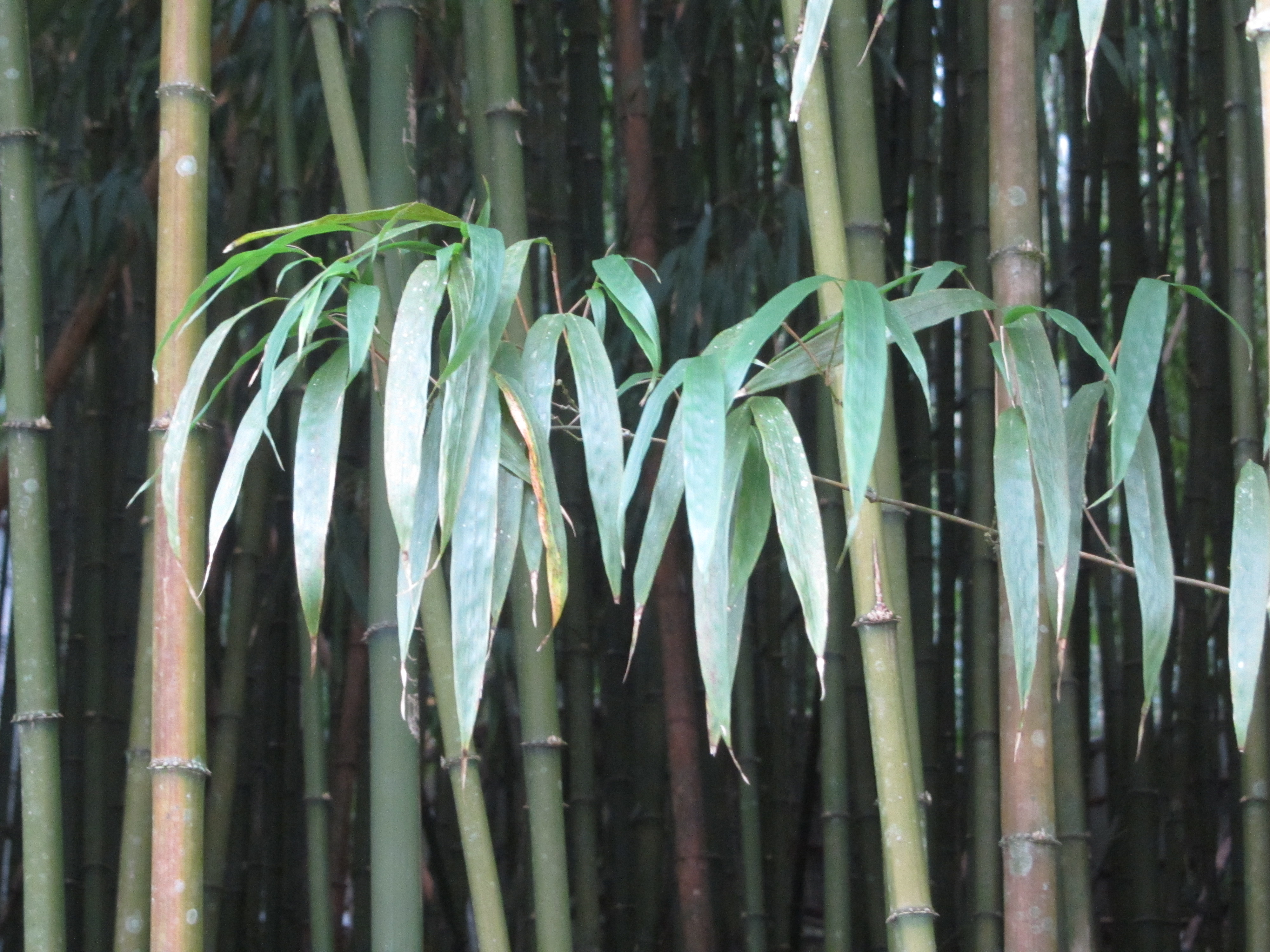
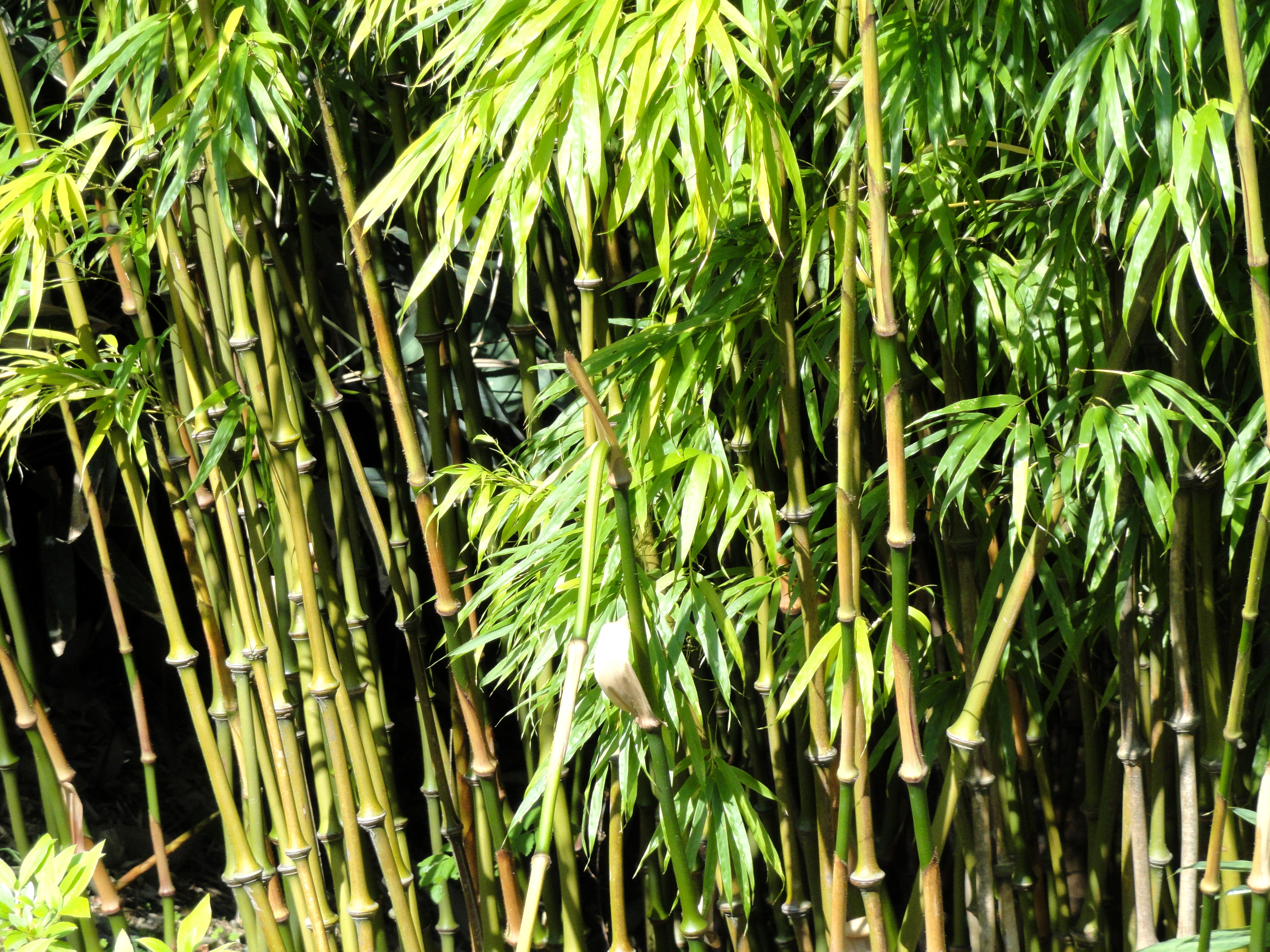

## Dottertaxa tillChimonobambusa, i alfabetisk ordning[1]
- Chimonobambusa angustifolia
- Chimonobambusa armata
- Chimonobambusa brevinoda
- Chimonobambusa callosa
- Chimonobambusa communis
- Chimonobambusa convoluta
- Chimonobambusa damingshanensis
- Chimonobambusa fansipanensis
- Chimonobambusa grandifolia
- Chimonobambusa hejiangensis
- Chimonobambusa hirtinoda
- Chimonobambusa hsuehiana
- Chimonobambusa lactistriata
- Chimonobambusa leishanensis
- Chimonobambusa luzhiensis
- Chimonobambusa macrophylla
- Chimonobambusa marmorea
- Chimonobambusa metuoensis
- Chimonobambusa microfloscula
- Chimonobambusa montigena
- Chimonobambusa ningnanica
- Chimonobambusa opienensis
- Chimonobambusa pachystachys
- Chimonobambusa paucispinosa
- Chimonobambusa puberula
- Chimonobambusa pubescens
- Chimonobambusa purpurea
- Chimonobambusa quadrangularis
- Chimonobambusa rigidula
- Chimonobambusa sichuanensis
- Chimonobambusa szechuanensis
- Chimonobambusa tianquanensis
- Chimonobambusa tuberculata
- Chimonobambusa tumidissinoda
- Chimonobambusa unifolia
- Chimonobambusa utilis
- Chimonobambusa verruculosa